# Massakren i Huta Pieniacka
Massakren i Huta Pieniacka var en massakre på de polske indbyggere i landsbyen Huta Pieniacka i det nuværende Ukraine, som fandt sted 28. februar 1944. Estimater over antallet af ofre varierer fra 500 (Timothy Snyder) til 600-800 (Grzegorz Motyka) til 1.200 (Sol Littman).
Efterforskninger foretaget af det Polske Institut for National Erindring i 2003 og af Institut for Historie ved Det Ukrainske Videnskabsakademi i 2005 konkluderede begge, at den galiciske Schutzstaffel udførte en massakre på civile. De er uenige om omfanget og fordelingen af ansvaret mellem ukrainerne og deres tyske kommandører. Ifølge det Polske Institut for National Erindring blev der dræbt mellem 700 og 1.500 mennesker, herunder omkring 1.000 indbyggere i Huta Pieniacka samt personer fra omkringliggende landsbyer, der havde søgt tilflugt i landsbyen. Handlingen blev begået af det tyske 4. SS-politiregiment og 14. Waffen Grenadier Division von der SS (1st Galician). Polske vidner forklarede, at ordren blev givet af tyske officerer.Ifølge polske vidneudsagn og videnskabelige publikationer blev nazipoliti angiveligt fulgt af en paramilitær enhed af ukrainske nationalister under ledelse af Włodzimierz Czerniawski, herunder medlemmer af UPA og indbyggere fra lokale landsbyer, som havde til hensigt at beslaglægge ejendele, der blev fundet i de myrdedes hjem.
Ifølge den ukrainske efterforskning var de dræbtes antal 500, og massakren blev begået af soldater tilknyttet Waffen-SS Galizien på initiativ af SS-politiregimenter. Warszawa-divisionen af "Kommissionen for straf af forbrydelser mod det polske folk" indledte en efterforskning i juli 2001.

## Baggrund
Huta Pieniacka var en landsby med cirka 1.000 etnisk polske indbyggere i 200 huse, beliggende i Tarnopol Voivodeship, Polen (i nuværende Ternopil oblast i Ukraine). I 1939, efter de tyske og sovjetiske angreb på Polen, blev voivodeshipen annekteret af Sovjetunionen og blev en del af den ukrainske sovjetrepublik. Efter det tyske angreb på Sovjetunionen i 1941 kom det under tysk besættelse.
Landsbyen var et vigtigt center for polsk modstandskamp og kæmpede imod de tyske styrker og den ukrainske insurgenthær I januar og februar 1944 var sovjetiske tropper hyppige besøgende, og dette blev bemærket af både ukrainerne og tyskerne.Som en bevæbnet fæstning havde Huta Pieniacka afværget adskillige angreb i 1943 og tidligt i 1944.

## Massakren
Den 23. februar 1944 nærmede en patrulje fra det 4. SS-politiregiment, bestående af ukrainske frivillige, sig Huta Pieniacka. Der opstod en skærmydsel med de lokale polske selvforsvarskræfter, hvor to SS-soldater blev dræbt. En enhed fra den ukrainske insurgenthær kom til patruljens hjælp, og SS trak sig tilbage. Den tyske besættelsesmagt beordrede derfor "pacificering" af landsbyen.
Kommandanten for de polske styrker i landsbyen, Kazimierz Wojciechowski (som den dag blev brændt levende), var blevet informeret af den polske hjemmearmé om den kommende fjende cirka to timer før angrebet og blev bedt om at undlade at kæmpe, skjule eller fjerne våben og evakuere, så kun kvinder, børn og ældre blev tilbage. Polakkerne havde imidlertid for lidt tid til at forberede et forsvar eller undslippe, og kun nogle unge beboere lykkedes med at flygte.
Angrebet begyndte omkring kl. 5-6 om morgenen, og landsbyen blev omringet af 500-600 ukrainske og tyske soldater. Den blev beskudt med artilleri.Angriberne samlede landsbyboerne i deres lader, satte ild til landsbyen, og den brændte hele dagen.Ifølge Bogusława Marcinkowska, en anklager for Afdelingskommissionen for retsforfølgelse af forbrydelser mod det polske folk i Krakow, kastede SS en spædbarn mod en væg og skar maven op på en gravid kvinde. Ifølge vidner blev massakren observeret af et tysk rekognosceringsfly. Gerningsmændene forlod stedet kl. 17. Mange af dem var berusede og sang sange.Kun fire huse var tilbage, og den næste dag blev der afholdt en massebegravelse. De, der overlevede, flygtede til Zloczow og andre byer og vendte aldrig tilbage.
Vidner, der blev afhørt af polske anklagere fra "Hovedkommissionen for retsforfølgelse af forbrydelser mod det polske folk", beskrev detaljerne om de forbrydelser, der blev begået mod kvinder, børn og nyfødte. Efter at have myrdet indbyggerne i Huta Pieniacka plyndrede den lokale ukrainske befolkning de ejendele, der var tilbage efter de myrdede, og læssede alt på hestetrukne vogne, der var blevet forberedt på forhånd. Ifølge de polakker, der overlevede, deltog tyskerne ikke i selve massakren.
I den ugentlige udgave af den polske Hjemmearmés publikation - "Biuletyn Ziemi Czerwienskiej" (Bulletin for Czerwien Land) den 26. marts 1944 (Nr. 12) [216, s. 8] blev det sagt, at under Slaget ved Pidkamin og Brody tog sovjetiske styrker et par hundrede soldater fra SS Galizien-divisionen til fange. Alle blev straks skudt på Zbarazj-slotet med den begrundelse, at de for to uger siden tilsyneladende havde deltaget i drabet på de polske indbyggere i Huta Pienacka, og som følge heraf kunne de ikke betragtes som krigsfanger.
De nævnte personer, der overlevede massakren (Emilia Bernacka, dengang 10 år; Filomena Franczukowska, dengang 20 år; Jozefa Orlowska, dengang 16 år; og Regina Wroblewska, dengang 6 år), hævdede alle, at landsbyen blev angrebet af ukrainske tropper, som dræbte alle polakker, de kunne fange, herunder spædbørn. De nævnte personer overlevede, fordi nogen formåede at åbne bagsiden af landsbyens kirke, hvor morderne massakrerede de polske civile.
Filomena Franczukowska, som dengang var 20 år gammel og stadig var i live i april 2008, udtalte i Gazeta Polska-artiklen, at ukrainerne kom til landsbyen kl. 4 om morgenen. De kom ind i Huta Pieniacka fra den nærliggende landsby Żarków og begyndte at skyde på alle. Hendes far var blevet tævet, inden han blev henrettet, og en af angriberne sagde højt på ukrainsk: "Nu har du dit Polen og dit England." Franczukowska mistede både sine forældre og tre yngre søskende i massakren; kun hendes bror overlevede. Hun sagde, at morderne bevidst ikke dræbte to tvillingedrenge på 4 år og grinede af børnene, der forsøgte at 'vække' deres døde mor til live. Franczukowska, sammen med sin bror og en gruppe mennesker, blev beordret til at gå ind i en lade, der blev låst og sat i brand. Hun formåede på en eller anden måde at åbne bagsiden og flygte til en skov. "Nu siger de, at de ikke ved, hvem der gjorde det, men det er nok at besøge naboukrainske landsbyer, man kan stadig se rester af stjålne ejendele. De lokale husker denne begivenhed, og det er derfor, ingen af dem har bosat sig i Huta Pieniacka siden da," sagde hun.

## Undersøgelse
Warszawa-afdelingen af det Polske Institut for National Erindring (IPN) påbegyndte en undersøgelse af massakren i november 1992. Undersøgelsen blev senere suspenderet mellem 1997 og 2001, og fra 2008 blev den udført af Kraków-afdelingen af instituttet.
Instituttet for Ukraines Historie under det Ukrainske Videnskabsakademi undersøgte begivenhederne i Huta Pienicka[hvornår?] og konkluderede, at det 4. og 5. SS-politiregiment faktisk dræbte civilbefolkningen i landsbyen. Det blev bemærket, at på tidspunktet for massakren var politiregimenterne ikke under kommando af den 14. division, men derimod under tysk politikommando (nærmere bestemt under det tyske Sicherheitsdienst og SS-kommando for Generalguvernementet). I løbet af denne tid havde disse enheder et tæt forhold til lokale UPA-enheder.

## Eftervirkninger
Efter massakren forbød nogle lokale AK-kommandører, at polske positioner skulle give husly til sovjetiske partisaner for at minimere risikoen for ødelæggelse af disse selvforsvarspositioner.

## Nylige begivenheder
Den 28. februar 1989 blev der opført et mindesmærke på stedet for den tidligere landsby, men det blev snart ødelagt. Et nyt monument til minde om ofrene blev opført i 2005 og blev afsløret den 21. oktober 2005. Under afsløringen lagde den polske konsul skylden for massakren på ukrainerne i sin tale og udtalte: "Den 28. februar 1944, da 'SS Galizien' sammen med andre ukrainske nationalister begik grusomheder, som det blev fortalt af en samtidig, skød de mødre, børn og myrdede..."
Ukraine sendte en protestnote om, at den polske konsul fuldstændig havde ignoreret den ukrainske regering ved åbningen af monumentet, at det nye monument ikke overholdt "ukrainske love" og blev opført uden de "nødvendige tilladelser".
Som følge af handlinger fra parlamentarikeren Oleh Tyahnybok blev der sendt en protestnote vedrørende "ulovlig opførelse" af monumentet, og den polske konsul blev erklæret persona non grata for "at krænke det ukrainske folks nationale værdighed".
Den 28. februar 2007 blev et nyt monument afsløret til minde om de polakker, der blev dræbt ved massakren i Huta Peniacka. En delegation fra Polen ledet af vicekonsulen for Kultur for det polske konsulat i Lviv, Marcin Zieniewicz, erklærede, at begivenheden markerede en af de mest tragiske sider i historien, ikke kun for det polske folk, men også for det ukrainske folk.Den 28. februar 2009 mødtes præsidenterne for Ukraine og Polen ved monumentet for at mindes massakren.
Landsbyen Huta Pieniacka eksisterer ikke længere. De fleste huse blev brændt under massakren, og kun skolen og en romersk-katolsk kirke forblev. Begge bygninger blev revet ned efter krigen, og i området omkring landsbyen er der en græsningsmark for kvæg. Der er en stolpe med en ukrainsk inskription "Center for den tidligere landsby," men den nævner ikke landsbyens navn.
Januar 2017: Monument til polske ofre for 2. verdenskrigs massakre blev skændet med fascistiske symboler i Ukraine. Et stenkors blev sprængt i luften, mens to tavler med navnene på de polakker, der blev dræbt under massakren i 1944, blev beskadiget. Det polske udenrigsministerium fordømte angrebet på monumentet. I en erklæring offentliggjort på sin hjemmeside krævede det en "omgående" undersøgelse og sagde, at de skyldige måtte straffes. Sådanne hændelser truer forholdet mellem de to nationer, tilføjede erklæringen. Monumentet blev genopbygget på vegne af den lokale ukrainske samfund og blev afsløret den 26. februar 2017.